# Horní Ředice
Horní Ředice é uma comuna checa localizada na região de Pardubice, distrito de Pardubice.